# Elektronsko bančništvo
Elektronsko bančništvo je izraz, s katerim označujemo vse transakcije denarja, ki potekajo v kibernetskem prostoru. V sferi elektronskega bančništva; se lahko uporabniku na bančni ali kreditni račun neposredno nakaže dobroimetje (alternativa fizičnemu izplačilu); si lahko uporabnik s pomočjo bankomata z uporabo PIN kode (identifikacijske številke) kadarkoli izplača denar s svojega računa; je uporabniku omogočeno, da življenjske stroške plača z njegovega bančnega računa; lahko uporabnik določi, da se dobroimetje na koncu meseca nakaže z njegovega na drug skupen račun; lahko uporabnik določi, da se mu dobroimetje s čeka socialnega zavarovanja oziroma davčne olajšave izplačajo neposredno na bančni račun; je uporabniku omogočeno negotovinsko poslovanje; lahko uporabnik s svojimi financami upravlja preko računalnika.
Elektronsko bančništvo lahko obravnavamo s širšega in z ožjega vidika. V širšem smislu je elektronsko bančništvo vse, kar je povezano z elektronskim poslovanjem. Sem uvrščamo bančne avtomate, telefonsko bančništvo, avtomatske odzivnike, poslovanje bančnih terminalov in mobilnih telefonov. Ožja razlaga elektronskega bančništva se nanaša le na storitve virtualnega bančništva oz. bančništva, ki ga uporabljamo po internetu oziroma s pomočjo spletnih strani. Elektronsko bančništvo lahko torej opredelimo kot kakršenkoli način poslovanja strank z banko, ki je neodvisna od poslovalnic in temelji na informacijski tehnologiji.

## Tipi elektronskega bančništva
Kreditne kartice so elektronski ekvivalent klasičnemu papirnatemu denarju. Ob plačevanju s kreditnimi karticami se dobroimetje plačnika z njegovega bančnega računa prenese na bančni račun prejemnika plačila. Pri tem je potrebno omeniti, da mora imeti plačilo, izvedeno z bančno kartico, kritje – biti mora enako veliko ali manjše od dobroimetja na bančnem računu plačnika. Izjema so debetne kartice, uporabnik katerih lahko ob plačilu nakaže večjo vsoto denarja, kot jo ima na voljo na bančnem računu, ter nato prekoračeno vsoto dolguje ponudniku debetne storitve – banki. 
Vrednostne kartice vsebujejo vanje elektronsko naloženo dobroimetje, kot take pa jih lahko uporabimo za plačilo dobrin pri ponudnikih, ki to opcijo podpirajo. Gre za enostavno ter prikladno obliko (elektronskega) plačevanja. Vrednostne kartice so z zadnjih letih prerasle sfero fizičnega plačevanja ter so se uveljavile v kibernetskem prostoru. 
Z izrazom ‘’digitalni denar’’ se označuje elektronska baza, na kateri je naloženo dobroimetje, s katerim lahko uporabnik plačuje preko interneta. Uporabniku je omogočeno, da prenese svoje premoženje iz fizične v elektronsko obliko.

## Uporaba elektronskega bančništva
Elektronsko bančništvo postaja vse bolj popularno in se vedno pogosteje uporablja. Preko interneta se opravlja vse več transakcij. Pri teh transakcijah je prejemnik po navadi le nek elektronski naslov in zato je nemogoče popolnoma zagotoviti, da je informacija o plačilu zanesljiva. Zato tovrstna transakcija predstavlja določena tveganja za obe strani. Kupec nosi tveganja, da se zlorabijo informacije o njegovem računu. Lahko nekdo prestreže informacijo ali pa jo zlorabi nezanesljiv trgovec. Izdajatelj kartice pa je soočen s problemom potrjevanja, ali je bila zahteva trgovca posledica dejanskega naročila. Da je sistem elektronskega plačevanja učinkovit, morajo imeti elektronske transakcije zaščito, ki zavaruje informacije o računu.

## Varnost elektronskega bančništva
Za varnost elektronskega bančništva se poskrbi tako, da se podatki naredijo tajni in berljivi le tistemu, kateremu so namenjeni. To dosežemo s šifriranjem podatkov na strani pošiljatelja in z dešifriranjem na strani naslovnika. Vsak komitent posebej in banka imata za šifriranje in dešifriranje podatkov dva ključa: javni in zasebni ključ. Zasebne ključe je potrebno varovati, javni pa morajo biti dostopni vsem. Javni ključ se uporablja za šifriranje podatkov, zasebni pa za dešifriranje.